# Melanie
Melanie   (Queens, 3 de febrer de 1947 - Nashville, 23 de gener de 2024) va ser una cantautora estatunidenca. És coneguda per l'èxit mundial de 1971-72 «Brand New Key», la seva versió de «Ruby Tuesday», la seva cançó «Look what Have They Done to My Song Ma» i el seu èxit internacional de 1970«Lay Down (Candles in the Rain)» inspirada en la seva experiència d'actuar al festival de música de Woodstock de 1969. Moltes cançons tenen una temàtica de protesta contra les guerres i injustícies i la maldat que pateixen els febles i petits del món.
Melanie va néixer al barri d'Astoria de Queens a Nova York als Estats Units. Son. pare, Frederick M. Safka (1924–2009), era d'origen ucraïnès i la seva mare, la cantant de jazz Pauline Altomare (1926–2003), era d'origen italià. Melanie va fer la seva primera aparició cantant pública als quatre anys al programa de ràdio «Live Like A Millionaire» al qual va interpretar la cançó «Gimme a Little Kiss». Es va traslladar amb la seva família al municipi de Long Branch a l'estat de Nova Jersey. Molesta perquè els seus companys a l'institut la tractaven de «beatnik». Va continuar els estudis a l'IES Red Bank Regional High School. S'hi va graduar el 1964. Va fugir cap a Califòrnia i en tornar cap a casa, va començar una formació a l'American Academy of Dramatic Arts. El 1968 es va casar amb el productor Peter Schekeryk amb qui va tenir tres fills.
Pacifista convençuda, el 1969 va cantar al festival de Woodstock davant un públic de mig milió d'espectadors. El 1970 es va altercar amb la discogràfica i amb són xicot va crear la seva pròpia Neighborhood Records (1970-1975). Va ser portaveu d'UNICEF el 1972 i va ser la primera artista que va cantar per a l'Assemblea General de les Nacions Unides.
La seva carrera va començar primer a Europa. La cançó «Bobo's Party» va ser un primer gran èxit. Als Països Baixos s'agermana amb el moviment hippie que adopta la cançó «Beautiful people» i va esdevenir l'emblema de tota una època de la música pop. Molts artistes van fer versions de cançons seves: Miley Cyrus, Dolly Parton, Mathilde Santing i molts altres.
Fins a una avançada edat, continuava fent gires a les quals el seu fill Beau-Jarred l'acompanya a la guitarra.
| «               | My idea about songs is that once you write them, you have very little say in their life afterward. It's a lot like having a baby. You conceive a song, deliver it, and then give it as good a start as you can. After that, it's on its own. People will take it any way they want to take it. | La meva idea sobre les cançons és que un cop les has escrites, després no tens gaire a dir i fan la seva vida. És molt com tenir un nadó. Conceps una cançó, l'entregues i en acabat la llances tan bé com pots. Després d'això, va per la seva. La gent la prendrà de la manera que vulgui. | » |
| — Melanie Safka | | |   |

## Obres destacades
- Born to Be, àlbum debut de 1969
- The Good Book (1971)
- Gather Me (1971) amb l'èxit «Brand New Key»[11]
- Photograph (1976)